# Riboviria
Domaine
Règnes de rang inférieur
- Orthornavirae
- Pararnavirae

et également les familles :
- Polymycoviridae
- Sarthroviridae

Cet article court présente un sujet plus développé dans : classification des virus.
Riboviria est un domaine de la classification des virus (qui sont distincts des domaines du vivant) introduit en 2018 par l'ICTV. 
C'est un taxon qui comprend tous les virus qui utilisent une polymérase dépendant de l'ARN homologue pour la réplication (HIV, Coronavirus, Influenza, Rougeole). Il comprend des virus à ARN qui codent une ARN polymérase dépendant de l'ARN et des virus à transcription inverse (avec des génomes d'ARN ou d'ADN) qui codent une ADN polymérase dépendant de l'ARN. L'ARN polymérase dépendant de l'ARN (RdRp), ou ARN réplicase, produit de l'ARN (acide ribonucléique) à partir de l'ARN. L'ADN polymérase dépendant de l'ARN (RdDp), ou transcriptase inverse (RT), produit de l'ADN (acide désoxyribonucléique) à partir de l'ARN. Tous les virus à ARN ont des ARN réplicases homologues qui sont aussi homologues aux reverse transcriptases.Ces réplicases  sont essentielles pour répliquer le génome viral et transcrire les gènes viraux en ARN messager (ARNm) pour la traduction des protéines virales,. Par contre ces virus à ARN n'ont pas tous la même protéine de capside. Beaucoup de virus à ARN ont comme protéine de capside la Single Jelly Roll fold (SJR)(voir Jelly roll fold sur Wikipedia en anglais).  
Il contenait (jusqu'en 2018) un seul embranchement phylogénétique : les Negarnaviricota, regroupant tous les virus à ARN monocaténaire de polarité négative.

## Liste des embranchements
Selon NCBI (24 janvier 2021) :
- Règne des Orthornavirae
  - Artverviricota
- Règne des Pararnavirae
  - Duplornaviricota
  - Kitrinoviricota
  - Lenarviricota
  - Negarnaviricota
  - Pisuviricota